# Chloroperla
Chloroperla is een geslacht van steenvliegen uit de familie groene steenvliegen (Chloroperlidae). De wetenschappelijke naam van het geslacht is voor het eerst geldig gepubliceerd in 1836 door Newman.

## Soorten
Chloroperla omvat de volgende soorten:
- Chloroperla acuta Berthélemy & Whytton da Terra, 1980
- Chloroperla brachyptera (Schoenemund, 1926)
- Chloroperla breviata Navás, 1918
- Chloroperla kisi Zwick, 1967
- Chloroperla kosarovi Braasch, 1969
- Chloroperla nevada Zwick, 1967
- Chloroperla russevi Braasch, 1969
- Chloroperla susemicheli Zwick, 1967
- Chloroperla tripunctata (Scopoli, 1763)
- Chloroperla zhiltzovae Zwick, 1967